# Dear My Friend (Every Little Thingの曲)
『Dear My Friend』（ディア・マイ・フレンド）は、日本の音楽グループEvery Little Thingが1997年1月22日に発売した3枚目のシングル。

## 解説
前作『Future World』から3か月でのリリース。第39回日本レコード大賞「優秀作品賞」受賞。本作で初のオリコントップ10入りを果たし、48.8万枚のロングセラーを記録。大ブレイクのきっかけを果たす。
1998年にCHERRYによってカバーされた（ユーロビートのコンピレーションアルバム『SUPER EUROBEAT VOL.90』に収録）。
『SMAP×SMAP』の中で「スマELT」というコントが行われた際、この曲が使用されている。なお、このコントでは中居正広が持田、香取慎吾が伊藤、斎藤洋介が五十嵐に扮した。
2016年にavex traxから発売されたライブアイドルのコンピレーション・アルバム『EXA IDOL COMPLEX〜Super duper!』にてPLCによってカバーされた。

## 収録曲
1. Dear My Friend
（作詞・作曲・編曲：五十嵐充）
「スリムビューティハウス」（飯島直子出演）CMソング
日本メナード化粧品「名古屋ウィメンズマラソン2019」企業CM[1]
2. Dear My Friend (UK Mix)
リミックス：Pete and Steve Hammond
3. Dear My Friend (Instrumental)

## 楽曲の収録アルバム
Dear My Friend
- 『everlasting』
- 『Every Best Single +3』
- 『Every Best Single 〜COMPLETE〜』
- 『Every Best Single 2 ～MORE COMPLETE～』
- 『Every Best Single 2 〜Early period〜』

## カバー
- 新島衣舞紀（七木奏音） - 2023年10月21日にゲーム『D4DJ Groovy Mix』に追加収録[2]。